# Virgílio de Andrade Pessoa
Virgílio de Andrade Pessoa (?, Sobral  — 1908, ?) foi um político e farmacêutico brasileiro. 
Foi deputado provincial durante o Império Brasileiro e defendeu os ideais republicanos ainda nesse período. Em 1885, fundou o "Clube Republicano da Cidade de São Fidelis".
Foi deputado constituinte pelo estado do Rio de Janeiro entre 15 de novembro de 1890 até 15 de junho de 1891 e participou da elaboração da primeira constituição republicana. Exerceu, entre 15 de junho 1891 até 31 de dezembro de 1893, mandato como deputado federal no Câmara dos Deputados.